# LEGO Indiana Jones: The Original Adventures
LEGO Indiana Jones: The Original Adventures is een computerspel uit 2008 voor de DS, Wii, Xbox 360, PlayStation 2, PlayStation 3, PlayStation Portable en Microsoft Windows. Het is een variant van de spellen LEGO Star Wars: The Video Game en LEGO Star Wars II: The Original Trilogy. Het spel bestaat uit de drie oude Indiana Jonesfilms. Voor elke film zijn er zes levels.

## Levels

### Raiders of the Lost Ark
Lost TempleIndiana Jones en zijn gids Satipo trekken door de jungle van Zuid-Amerika op zoek naar een gouden beeldje. Ze overwinnen verscheidene vallen en vinden het beeldje, maar worden de tempel uitgejaagd door een gigantische rotsbal. Eenmaal uit de tempel verraadt Satipo Indiana Jones aan René Belloq. Indiana Jones moet het beeldje afgeven en kan ontsnappen in een watervliegtuig met Jock.
Into the MountainsIndiana Jones wordt gevraagd om op zoek te gaan naar de verloren Ark des Verbonds. Om deze te vinden moet Indy naar Nepal, waar een oude liefde, Marion, het bovenste stuk van de Staf van Ra heeft. Dat stuk kan hem zeggen waar de Ark is. Major Toht is hem echter gevolgd naar Nepal en hij en zijn divisie stormen het café van Marion binnen en eisen het stuk. Indy en Marion ontsnappen nipt en reizen door de bergen.
City of DangerIndy en Marion vertrekken uit Nepal en komen aan in Caïro op zoek naar hun vriend Sallah. Ze worden opgejaagd door Duitse soldaten. Ondanks Indy's grootse moeite wordt Marion gevangengenomen.
The Well of SoulsIndy en Sallah vinden de Well of Souls, de plaats waar de Ark is. Ze worden ontdekt door Belloq die de Ark afneemt nadat Sallah uit de put is. Marion wordt in de put gegooid bij Indy en de put wordt dichtgemaakt.
Pursuing the ArkIndy en Marion geraken uit de put en vechten door het Duitse kamp om de Ark terug te vinden. Ze vinden de Ark op een transportvliegtuig maar moeten een Duitse bokser verslaan om eraan te geraken. Nadat de bokser verslagen is, ontdekken ze dat Duitse soldaten de Ark op een truck hebben geladen en dus moeten Indy en Sallah achter de truck aan.
Opening the ArkIndy probeert de Ark terug naar huis mee te nemen op een schip, maar wordt daarin gestopt door een Duitse onderzeeër. De soldaten nemen de Ark mee en Indy en Marion kruipen ook in de onderzeeër. Op de Duitse basis vermomt Indy hem als een Duitse soldaat zodat ze voorbij het leger kunnen. Belloq vangt hen en opent de Ark. Er komen geesten uit de ark die de nazi's met stralen doorzeven en het hoofd van Dietrich en Toht laten krimpen en Belloq doet ontploffen. Er blijven alleen stukjes over en Marion en Indy kunnen ontsnappen.

### Indiana Jones and the Temple of Doom
Shanghai ShowdownIndy is in Shanghai om de urn van Hirachi te ruilen voor een zeldzame diamant. De slechte Lao Che laat Indy echter een vergiftigd drankje drinken en vraagt dan de diamant terug in ruil voor het medicijn. Indy ruilt de diamant en neemt Willie Scott mee uit de club Obi-Wan (naar het personage in de Star Wars Saga). Ze ontsnappen in een vluchtwagen die wordt bestuurd door Short Round. Ze reiden naar de luchthaven met Lao en zijn mannen op hun hielen.
Pankot SecretsIndy, Willie en Shorty raken uit Shanghai, maar hun vliegtuig waarmee ze vertrokken zijn is er een uit de luchtvaartmaatschappij van Lao Che zelf. De piloten springen uit het vliegtuig met de enige twee parachutes. Indy en zijn vrienden moeten naar beneden raken op een rubber bootje. Ze landen op een helling met een laagje sneeuw en glijden zo tot in een rivier die hen meeneemt naar een dorpje in India. De oudste van de stad vertelt dat hun heilige Sankara Steen gestolen is. Hij zegt ook dat de kinderen verdwenen zijn. Indy gaat naar Pankot Palace om de stenen te vinden, maar iets klopt niet...
The Temple of KaliNa het paleis te hebben onderzocht, vinden Indy en zijn vrienden een geheime gang die onder het paleis loopt. Ze gaan door de gangen en vinden een Thuggee tempel met de heilige Stenen, maar de Thuggees zien Willie en vangen haar. Indy en Shorty moeten haar redden en ontsnappen.
Free the SlavesNadat ze Willie gered hebben, nemen Indy en zijn vrienden de heilige Stenen en ontsnappen naar de mijnen achter de tempel, waar ze de vermiste kinderen vinden. Terwijl ze de kinderen redden, wordt Shorty gevangengenomen en moeten Indy en Willie Shorty vinden, de kinderen redden en een sterke bewaker neerhalen voor ze ontnappen door de mijntunnels.
Escape the MinesIndy, Willie en Shorty haasten zich door de tunnels maar moeten een paar mijntreintjes hebben om door de tunnels snel te ontsnappen. Nadat ze de treintjes gebouwd hebben, racen ze door de tunnels om vast te komen te zitten op een doodlopend stuk.
Battle on the BridgeIndy redt zijn vrienden en zichzelf door zijn schoenen te gebruiken als remmen. Mola Ram, de hogepriester van de Thuggees, laat een rivier los door de tunnels om hen weg te spoelen. Ze moeten dus snel een uitgang vinden. De gang leidt tot een uitgang maar de uitgang is een richel van een klif. Ze klimmen naar boven en lopen door de jungle om te ontsnappen. Wanneer ze aan een gigantische brug van touwen en hout komen, zien ze Mola Ram en zijn trawanten aan de overkant staan. Indy gebruikt al zijn lef om Mola Ram te stoppen en over de brug te raken met de stenen zodat ze terug naar het dorp kunnen

### Indiana Jones and the Last Crusade
The Crypt of Sir RichardIndy begint dit verhaal om zijn vader te vinden en de zoektocht naar de Heilige Graal met zijn vriend Marcus Brody te beëindigen. Ze moeten naar Venetië om Dr. Elsa Schneider te helpen zoeken. Ze komen in een bibliotheek waar het dagboek van zijn vader toont waar het graf van Sir Richard is. Indy en Elsa trekken door de muffige ondergrondse catacomben onder de bibliotheek om het graf van Sir Richard te vinden. Wanneer ze uit de catacomben geraken moeten ze de stad door omdat ze achtervolgd worden. Ze nemen een speedboot en racen door de stad met het Broederschap van het Kruisvormig Zwaard op hun hielen.
Castle RescueKazim, de leider van het Broederschap, vertelt Indy waar zijn vader is nadat Indy hem redde van zijn kapotte boot. Henry Jones Senior wordt vastgehouden in het kasteel Brunwald. Elsa en Indy breken in om hem te redden. Elsa verraadt hen echter en laat ze vastgebonden achter in het kasteel.
Motorcycle EscapeIndy en Henry Senior vinden een motorfiets garage tijdens hun vlucht. Ze springen op een paar motors en snellen weg uit de garage om een zeppelinlandingsbaan te bereiken. Maar de Duitse soldaten komen hen achterna.
Trouble in the SkyIn een poging om Duitsland uit te vluchten in een zeppelin, worden Indy en Henry ontdekt en vluchten ze in een vliegtuigje onder de zeppelin. Indy crasht het vliegtuigje in een boerderij en ze moeten te voet verder. Duitse piloten vliegen echter boven hun hoofd en proberen hen te stopen. Ze moeten dan ook alles bij elkaar rapen om weg te raken.
Desert AmbushTerwijl Indy en Henry uit Duitsland proberen te ontsnappen, wordt Marcus Brody gevangengenomen door Duitse soldaten. Indy, Henry en Sallah gaan hem zoeken, maar Henry wordt ook gevangengenomen. Indy en Sallah moeten Colonel Vogels tank binnen om hen te redden, maar ze eindigen op de tank terwijl hij recht naar een klif rijdt.
Temple of the GrailIndy, Sallah, Henry en Marcus gaan door het ravijn naar de plaats waar de Heilige Graal verstopt is. Henry valt echter uit elkaar en Marcus blijft bij zijn stukjes en Indy en Sallah moeten alleen door de opdrachten. Wanneer ze de Graal vinden, ontmoeten ze de Ridder die hem bewaakte. Donovan probeert de Graal te nemen, maar kiest de verkeerde en slaagt niet voor de laatste proef. Indy neemt de Graal en gebruikt hem om Henry terug in elkaar te zetten. Ze leren dat de Graal niet weg kan uit het ravijn en ze laten het achter en rijden weg in de zonsondergang.

## Ontwikkeling
De ontwerpers van het spel kozen ervoor om alle referenties naar de nazi's uit het spel te weren. In plaats daarvan worden "anonieme Duitsers" gebruikt als de schurken in het spel.
Aanvankelijk werd bekendgemaakt dat het spel bedoeld was voor vier spelers, maar later bleek dit een communicatiefout te zijn. Hoewel er vier personages zichtbaar zijn op het scherm, kunnen er slechts twee door de speler worden bestuurd.

## Ontvangst
| Beoordeeld door            | Platform      | Datum         | Score |
| -------------------------- | ------------- | ------------- | ----- |
| GamePro (USA)              | PlayStation 3 | 3 juni 2008   | 90%   |
| Cheat Code Central         | PlayStation 3 | juni 2008     | 84%   |
| GameBoomers                | Windows       | augustus 2008 | 83%   |
| Official Nintendo Magazine | Wii           | 5 juni 2008   | 82%   |
| AusGamers                  | Xbox 360      | 6 juni 2008   | 82%   |
| GameSpot                   | Wii           | 2 juni 2008   | 80%   |
| EmpireOnline.com           | PlayStation 3 | 7 mei 2008    | 80%   |
| GBase - The Gamer's Base   | Xbox 360      | 18 juni 2008  | 80%   |
| Game Informer Magazine     | Xbox 360      | juli 2008     | 70%   |
| Games Radar                | PlayStation 2 | 3 juni 2008   | 70%   |